# Synodalexaminator
Als Synodalexaminator (lateinisch examinator synodalis) wurde in der römisch-katholischen Kirche ein Kleriker bezeichnet, der als Prüfer beim Pfarrexamen vor der Ernennung eines Priesters zum Pfarrer mitwirkte. Er musste über einen Grad in Theologie oder Kirchenrecht verfügen, wurde auf Vorschlag des Diözesanbischofs von der Diözesansynode approbiert, denen er auch Rechenschaft zu geben hatte, und legte einen Amtseid ab. In einem Bistum sollte es nach den Vorschriften des Codex Iuris Canonici mindestens vier und höchsten zwölf Synodalexaminatoren geben. Seit 1910 war die Amtszeit auf fünf Jahre begrenzt. Der Synodalexaminator wirkte auch mit bei Verfahren zur Amtsenthebung von Pfarrern.
Das Amt des Synodalexaminators war vom Konzil von Trient neu geschaffen worden. Im 1983 erneuerten Codex Iuris Canonici ist es nicht mehr enthalten.